# (6369) 1983 UC
(6369) 1983 UC es un asteroide perteneciente al cinturón de asteroides, descubierto el 16 de octubre de 1983 por Zdeňka Vávrová desde el Observatorio Kleť, České Budějovice, República Checa.

## Designación y nombre
Designado provisionalmente como 1983 UC.

## Características orbitales
(6369) 1983 UC está situado a una distancia media del Sol de 2,293 ua, pudiendo alejarse hasta 2,622 ua y acercarse hasta 1,965 ua. Su excentricidad es 0,143 y la inclinación orbital 5,991 grados. Emplea 1268,63 días en completar una órbita alrededor del Sol.

## Satélites
En el año 2013 se descubrió que poseía un satélite que a fecha de 2023 todavía no ha recibido designación.

## Características físicas
La magnitud absoluta de (6369) 1983 UC es 14,37. 